# Gut Unterdickt
Gut Unterdickt ist ein Wohnplatz, der zur Stadt Bad Münstereifel im Kreis Euskirchen, Nordrhein-Westfalen, gehört.

## Lage
Die Ortschaft liegt östlich des Stadtkerns von Bad Münstereifel. Durch den kleinen Weiler verläuft die Landesstraße 458. Er liegt mitten im Münstereifeler Wald. Am Ortsrand fließt der Houverather Bach. Nördlich des Ortes grenzt das Stadtgebiet von Euskirchen.

## Geschichte und Besitzverhältnisse
Gut Unterdickt gehörte zur eigenständigen Gemeinde Houverath, bis diese am 1. Juli 1969 nach Bad Münstereifel eingemeindet wurde. Die Hofanlage mit angrenzenden Gebäuden befindet sich in Besitz der Hanielschen Forstverwaltung und wurde bis zu deren Umstrukturierung als Sitz eines Försters genutzt.

## Sonstiges
Der Ort spielt die Hauptrolle in dem Buch Meine Zeit in Unterdickt von Elisabeth Dorothea Krämer.